# Joseph Yvart
Pour les articles homonymes, voir Yvart.
Joseph Yvart, né en 1649 à Paris et mort le 14 novembre 1728 dans la même ville, est un peintre français.

## Biographie
Joseph Yvart est né en 1649 à Paris. Il est le fils de Baudouin Yvart,. Il a travaillé pour la manufacture des Gobelins à Paris. Peintre ordinaire du roi, il épouse en 1681 Anne Bareau.
Avec d'autres artistes, il a notamment réalisé plusieurs éléments d'ensemble d'après Charles Le Brun, conservés au musée des arts décoratifs de Paris.
Joseph Yvart est mort en 1728 dans sa ville natale.